# Seymour Records
Seymour Records  war ein US-amerikanisches Jazz-Plattenlabel und wurde 1950 von Seymour Schwartz gegründet. Es bestand bis 1951.
Das kurzlebige Plattenlabel Seymour Records bestand zwischen August und Dezember 1950 und brachte in diesem Jahr lediglich vier Schallplatten auf den Markt; eine fünfte Platte unter der Nummer Seymour 1 wurde noch Mitte 1951 aufgenommen und veröffentlicht; eine sechste war geplant, wurde aber nicht mehr realisiert. Das Unternehmen befand sich in Seymour's Record Mart (439 South Wabash), einem Plattenladen, der auf Jazz- und Blues-Schallplatten spezialisiert war und sich im Auditorium Building in Chicagos Loop befand. Besitzer des Ladens und Labels war Seymour Schwartz (1917–2008), der sich auch als Jazz-Kornettist, Trompeter und Songwriter einen Namen gemacht hatte.
Seymour Schwartz hatte in seinem Laden auch einige Live-Jazzsessions in einem Loft über dem Ladengeschäft mit Musikern wie John Merritt Young, Kenny Mann, Lurlean Hunter, Jimmy Yancey oder Big Bill Broonzy organisiert. Ein junger Bebop-Fan namens Joe Segal, der für Schwartz arbeitete, stellte den Kontakt zu jüngeren Musikern wie Cy Touff her. Gäste der Sessions waren u. a. Duke Ellington, Louis Armstrong oder der Schauspieler Henry Fonda, der zu dieser Zeit in Chicago auf der Bühne stand. Als diese Konzerte 1950 ihr Ende fanden, entschied sich Seymour Schwartz ein eigenes Plattenlabel zu starten, um sowohl Musiker des Traditional Jazz und des jungen Bebop als auch seine eigenen Kompositionen aufnehmen zu lassen, wie den Song „The Holy Bible“, der dann von Mahalia Jackson eingespielt wurde (jedoch nicht auf Seymour Records).
Eine der ersten aufgenommenen Bands war die Jimmy James Jas Band, die aus regelmäßigen Teilnehmern der Trad-Jazz-Sessions bestand. Eine weitere Band, mit der Seymours zweite Veröffentlichung aufgenommen wurde, war eine von dem Pianisten John Merritt Young (Johnny Young) geleitete Band mit dem Saxophonisten Kenny Mann. Es entstanden die Jazzstandards „You Go to My Head“, „These Foolish Things (Remind Me of You)“ und „Memories of You“. Youngs Trio begleitete dann im Oktober 1950 die Sängerin Lurlean Hunter bei der dritten Seymour-Session („I Got a Warm Feeling“).
Nach dem finanziellen Ende von Seymour Records gründete Schwartz Ende 1955 ein zweites Label namens Heartbeat (laut Eigenwerbung: „Music with 'Heart' and a 'Beat'“), mit dem er den Jukebox Markt in Illinois und Wisconsin erobern wollte; ihm gelangen jedoch nur wenige Veröffentlichungen, die bekannteste eine Aufnahme im Januar 1956 mit dem Pop- und Soulsänger Billie Hawkins, der dabei von Sun Ra und seinem Orchester begleitet wurde, was die erste Studioaufnahme der legendären Band wurde. 1958 nahm  Schwartz selbst als „Seymour with 'His Heartbeat' Trumpet“ die Single mit Peg o’ My Heart und dem Standard „Tea for Two“ auf (Heartbeat H7), die ein lokaler Erfolg wurde.